# Банда Ильгара Аллахвердиева
Банда Ильгара Аллахвердиева — организованная преступная группировка, действовавшая с начала 1990-х годов по 1994 год, одна из самых жестоких банд в истории Нижегородской области.

## Создание банды. Начало преступной деятельности
Уроженец Баку Ильгар Аллахвердиев приехал в Нижний Новгород (в то время — город Горький) в 1985 году. Он стал работать на Горьковском автозаводе. В 1988 году он совершил своё первое преступление. Аллахвердиев убил подвезшего его водителя, не пожелав ему платить.
В начале 1990-х годов Аллахвердиев вступил в банду Петра Бушуева. Наводчицей в банде была занимающаяся проституцией любовница Аллахвердиева Марина Чересова. Бандиты грабили её клиентов, а одного из них Аллахвердиев убил.
Также бандиты совершали нападения на квартиры и дома зажиточных цыган. Участники группировки под благовидным предлогом просили хозяев открыть  дверь, после чего налётчики в масках врывались в дом и избивали всех находившихся там и выносили ценные вещи.
В мае 1992 сотрудниками Волго-Вятского РУОПа были задержаны девять участников банды, в том числе и Бушуев. Позже они были осуждены за бандитизм и убийства, причем Бушуев был приговорен к 9 годам. Новым лидером группировки стал Аллахвердиев.

## Криминальная деятельность
Решив на время скрыться, Аллахвердиев уехал в Баку к родственникам. Ещё одной причиной его отъезда в Баку было то, что ранее бандиты ограбили азербайджанца, за которым стояли влиятельные земляки. Они потребовали у Аллахвердиева деньги в качестве компенсации, и он решил собрать эти деньги в Баку. Там Аллахвердиев сблизился с неким Рафаэлем Алиевым, который позже стал вторым лидером группировки. Также Ильгар был знаком с Арифом Седым, Вугаром Золотым и Вагифом Восьмойским, с которыми он договорился о совместной преступной деятельности.
Аллахвердиев вызвал в Баку Чересову и ещё одного участника группировки. Бандиты стали заниматься разбойными нападениями в Баку. Чересова и Алиев на дороге просили водителей подвезти их. В пути Чересова просила шофёра остановиться, после чего Алиев убивал его выстрелом в голову. Таким образом бандиты завладели двумя автомобилями, один из которых продали в Баку, а на другом уехали в Нижний Новгород, где продали и его. По пути в Нижний Новгород бандитов остановили двое сотрудников ГАИ Чеченской Республики. Они обнаружили у Чересовой пистолет, но за взятку отпустили преступников, забрав оружие.
В Дагестане Ариф Седой и Вугар Золотой занимались грабежами фур и переправкой в Азербайджан награбленного, встречали грузы с оружием и наркотиками, последние они переправляли в Нижний. Были задержаны на СДК КПП.
В Нижнем Новгороде Аллахвердиев и Алиев не только мобилизовали оставшихся на свободе участников банды, но и привлекли в группировку новых людей, в основном азербайджанцев. Бандиты приобрели новое оружие — пистолеты, револьверы, ножи и кастеты.
Аллахвердиев и Алиев составляли планы преступлений, рядовые бандиты исполняли их, а позже главари делили добычу. Группировка Аллахвердиева состояла из двух «бригад», одна из которых действовала в Нижнем Новгороде, а другая во главе с Аллахвердиевым приезжала в Баку и совершала там грабежи. Практически всю добычу бандиты продавали в своих коммерческих киосках.
Между «бригадами» со временем начались разногласия из-за того, что после удачного ограбления участники одной из «бригад» не стали делиться с представителями другой. По приказу Аллахвердиева лидера первой бригады похитили, а у его брата потребовали выкуп за освобождение. Впоследствии заложник был убит, а его брат расправился с убийцей и бежал в Казань.
Кроме того, бандиты поставляли наркотики в исправительные колонии Нижегородской области. При этом у группировки возник конфликт с нижегородскими криминальными авторитетами из-за того, что банде за поставку наркотиков не платили из «общака». Аллахвердиев обратился к некоему Нурику, контролировавшему в городе наркоторговлю, но тот сказал, что не может ничего решить без лидеров «автозаводской» группировки Владимира Пикина и Евгения Кривошеева. Эти криминальные авторитеты не стали помогать группировке Аллахвердиева. Позже Кривошеев был ранен выстрелом в голову, но выжил. Через неделю после этого покушения в дом Пикина ворвались Аллахвердиев, Алиев и ещё три бандита. Они зверски убили отца Пикина, его тётю, беременную жену и её подругу, после чего подвергли пыткам самого криминального авторитета. Пикин умер от пыток. Бандиты подожгли дом, зная, что на втором этаже остались десятилетняя дочь и трёхлетний сын Пикина. Обоим детям удалось спастись.
В этом нападении участвовали и приехавшие из Баку члены ОПГ Арифа и Вугара, но их самих не было, так как в тот момент оба содержались под стражей. Позже за убийство женщин и детей Ариф и Вугар предъявили Аллахвердиеву претензии и предложили встретиться в Баку.
После убийства семьи Пикина главари банды уехали в Томск. Здесь Аллахвердиев убил предпринимателя-азербайджанца. Аллахвердиев был объявлен в розыск за это убийство и за разбои, совершённые в Баку. Главарь переехал в Казань, откуда продолжал руководить своей группировкой.
В августе 1994 года Аллахвердиев организовал убийство казанского криминального авторитета Михаила Ахмедова по прозвищу Гора. Тот хотел купить кооператив, с которого получал деньги Аллахвердиев. По приказу главаря банды Гору застрелил тот самый бандит, у которого участники группировки похитили и убили брата. После этого главарь простил подчинённого.
Позже Аллахвердиев вместе с известным казанским криминальным авторитетом Закиром Рзахановым попытался поставить под свой контроль председателя азербайджанской общины в Казани предпринимателя Мамедова. Оба преступника избили Мамедова, и тот согласился им платить.

## Аресты, следствие и суд
К тому времени сотрудники Волго-вятского РУОПа установили почти всех участников банды Аллахвердиева. В один день были произведены задержания более 20 человек в Нижнем Новгороде и Казани. Аллахвердиева и Рзаханова задержать не удалось. Аллахвердиев, когда в его дом пришли оперативники, сумел забраться в узкий промежуток между досками пола и землёй и пролежал там три дня. Рзаханов сбежал и, находясь в бегах, совершил изнасилование своей бывшей жены. Вскоре Рзаханов был задержан, и ему было предъявлено обвинение в вымогательстве, бандитизме и изнасиловании.
Позже в Казани был задержан и Аллахвердиев. Его задержали в тот момент, когда он звонил по телефону оставшимся на свободе участникам банды. Находясь в СИЗО, главарь банды дважды пытался совершить самоубийство, но его успевали спасти.
Всего же в заключении оказались 29 участников банды. По делу группировки Аллахвердиева также был осужден Бушуев. Чересова, отпущенная под подписку о невыезде, позже была убита в одном из притонов. Ещё один участник группировки умер в СИЗО от туберкулёза.
Остальные 27 бандитов в 1998 году были признаны судом виновными во всех вменяемых им преступлениях. Аллахвердиев и Алиев были приговорены к смертной казни, Бушуев, кроме своего первого срока, был приговорён к 12 годам, Рзаханов — к 8, остальные бандиты — к срокам от 5 до 15 лет.
В 1999 году смертная казнь была заменена Аллахвердиеву и Алиеву пожизненным заключением. Аллахвердиев был этапирован в ИК-18 посёлка Харп также известную, как "Полярная сова", а Алиев отбывает наказание в ИК-6 "Чёрный дельфин" в городе Соль-Илецк.